# 九四式三号丙無線機
九四式三号丙無線機（きゅうよんしきさんごうへいむせんき）は大日本帝国陸軍が開発した無線機である。用途は地上と航空機間の通信を連絡する、中距離対空通信用だった。試験では長距離砲兵用として適当な装備であると評価されている。通信距離は約50km以内。機能は電信送信および無線電話である。本機は駄馬2頭、または三九式輜重車丙1輛で運搬できた。兵員6名によっても分担携行できる。全備重量は160kg。
対空用機材として昭和6年から開発開始。研究方針は中波と中短波を用いること、機能は電信通信可能なこと、通信距離50km、うち30km以内での通信を確実に行えること、運搬は駄馬3頭または輜重車2輌で行えること、である。
昭和7年、まず騎兵通信班用無線機の研究を進めることが目指された。これは機動性と通信距離の達成要求の大きさが原因だった。対空用無線機はこの無線機に準じることとされた。また簡易な無線電話装置を追加することが決められた。
昭和8年、方針を継承し研究続行。
昭和9年1月、満州北部で冬期試験を行い、電信性能は優秀で対空通信に適するが、電話通信用としては変調度が浅く、変調器が断線を起こしやすいと判定された。取扱いはおおむね便利だがなお改善の必要を求められた。結果から試作器材に改修が加えられ、さらに昭和9年12月から昭和10年1月まで陸軍砲兵学校が試験を行った。ここでは、一部改修すれば砲兵対空用無線機として実用に適すると評価された。
昭和10年3月、試作器材に改修を加え、陸軍重砲兵学校に試験を依託した。この時には長射程砲兵の地上連絡用としておおむね所定の性能を発揮したと認められた。この後、用途が広げられたために方針も変更が加えられた。中波および中短波を使用する対空用無線機であること、電信通信距離50km、十五号無線機と対向して約30kmの無線電話が可能なこと、長射程砲兵用として相互に無線電話可能な距離が12kmであること、運搬は駄馬2頭または輜重車丙1輛で行えること、通信に必須な器材は兵員6名で分担携行できること、である。また3月中には兵器採用検査の実績から判定し、短期に製造可能と確認された。9月、上申案を策定。
昭和10年11月、陸軍技術本部に意見を求め、異論はないことから仮制式制定の上申が認められた。12月、上申。

## 構成
通信機、発電装置、空中線材料、属品と材料で構成される。
通信機内容
- 送信装置は送信機と付属品で構成された。
  - 送信機・水晶制御または主発振によって電信と無線電話を行う。周波数範囲は400から5,700キロサイクル毎秒。
  - 付属品・送受話器など。

- 受信装置は受信機と付属品から構成される。
  - 受信機・拡大と検波の機能を持つ。周波数範囲は300から5,700キロサイクル毎秒。
  - 付属品・受話器、携帯電圧計など。
- 予備品・交換用部品。
- 他材料

発電装置内容
- 手廻発電機・二人手廻式全閉型直流発電機で定格出力は64ワット、定格電圧は高圧400ボルト、低圧8ボルト、定格電流は高圧100ミリアンペア、低圧3アンペア、回転数はハンドル側が55回転毎分、電機子側が5,000回転毎分。
- 付属品・接続紐など。
- 予備品・交換用部品。

空中線内容
- 空中線・25mのワイヤーを高さ5mの電柱2本に張る。地線として長さ10mまたは20mのワイヤーを地上に敷く。
- 付属品・携帯式の小型電灯、手入れ用具、そのほか

操縦機、中継器などの遠隔操作用装置。送信を操作した。箱4個に全器具を収納し、輜重用十五年式駄馬具で運搬した。
- 材料・補修用品。